# Kummavuopio

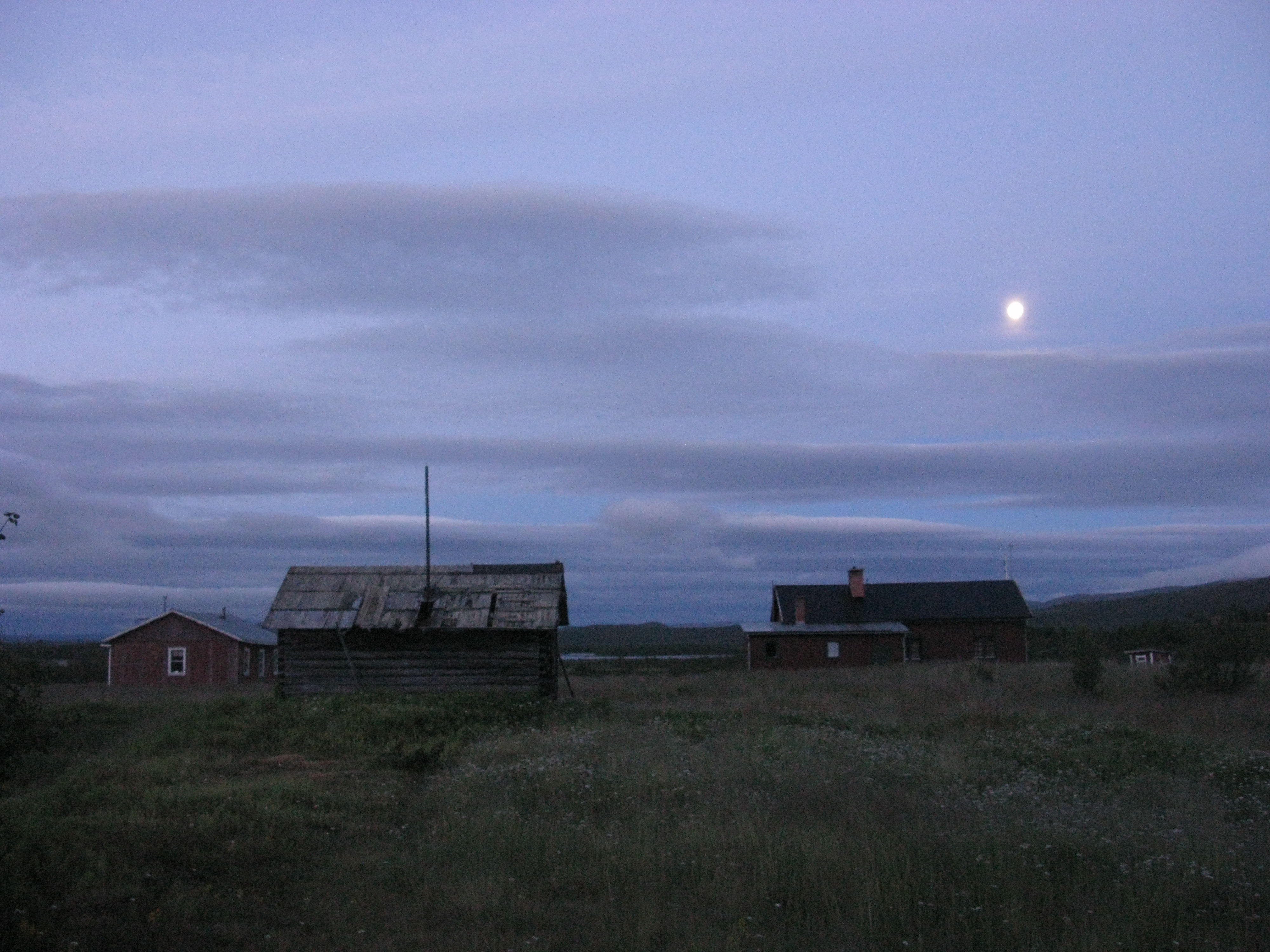
Fullmåne över Kummavuopio en augustikväll vid midnatt.

Kummavuopio var tidigare Sveriges nordligaste bebodda bosättning, belägen drygt 250 kilometer norr om polcirkeln, i Kiruna kommun, nära gränsen mellan Finland och Sverige och E8/21. Byn grundades 1846 på initiativ av Lars Levi Laestadius. Kummavuopio ligger 26 kilometer från fjället Pältsan och 4,5 kilometer från sjön Nedre Kilpisjärvi. Några kilometer sydost om Kummavuopio finns Keinovuopio. Närmaste större by på den finska sidan av gränsen är Kilpisjärvi. Olga Raattamaa har varit bosatt i Kummavuopio.
I Kummavuopio finns i dag ett fåtal stugor, en fjällägenhet och en turiststuga.

## Invånare
Sedan den 5 april 2024 är orten åter obebodd. Således är Keinovuopio åter igen Sveriges nordligaste bebodda bosättning.

## Gårdens läge
Avsaknaden av vägförbindelse i Sverige innebar att vid sjukhusbesök som inte krävde helikoptertransport måste transporten ske via landsväg som delvis gick genom ett annat land, det vill säga i detta fall var nästan tio mil genom Finland av de totalt drygt 28 milen till Kirunas sjukhus. Därmed saknades grund för reseersättning för sjukhusbesöket, vilket blev dyrt för patienten om tillståndet krävde taxitransport. Problemet löstes vid åtminstone ett tillfälle genom militärens försorg, som lät en helikopter göra en "inspektionsflygning" där patienten fick följa med och lämnades av hemma på gårdsplanen – utan kostnad för patienten.